# 1650
Il 1650 (MDCL in numeri romani) è un anno  del XVII secolo.

## Eventi
- L'Oman assume piena indipendenza dall'Impero Ottomano.
- Papa Innocenzo X indice il quattordicesimo giubileo cristiano.
- Introduzione del caffè in Inghilterra.
- 3 settembre – Battaglia di Dunbar: Nel contesto della guerra civile inglese, le truppe parlamentari guidate dal futuro Lord Protettore d'Inghilterra Oliver Cromwell sconfiggono quelle scozzesi fedeli a Carlo II.

## Nati

### Gennaio
- 6 gennaio - Nicola da Longobardi, religioso italiano († 1709)
- 10 gennaio - Daniël van Dopff, generale olandese († 1718)
- 10 gennaio - Carlo Ottaviano Guasco, vescovo cattolico italiano († 1717)
- 10 gennaio - Sofia Amalia di Nassau-Siegen, principessa tedesca († 1688)
- 11 gennaio - Diana Glauber, pittrice olandese
- 26 gennaio - Giovanni Bolla, pittore italiano († 1735)

### Febbraio
- 2 febbraio - Biagio Gambaro, vescovo cattolico italiano († 1721)
- 2 febbraio - Nell Gwyn, attrice teatrale inglese († 1687)
- 5 febbraio - Anne Jules di Noailles, generale francese († 1708)
- 9 febbraio - Jan Verkolje, pittore olandese († 1693)
- 18 febbraio - Adalbert von Schleiffras, abate tedesco († 1714)
- 26 febbraio - Tomás Marín de Poveda, generale spagnolo († 1703)

### Marzo
- 24 marzo - Jonathan Trelawny, III baronetto, vescovo anglicano britannico († 1721)

### Aprile
- 6 aprile - Baldassarre Pisani, poeta italiano
- 10 aprile - Sebastiano Antonio Tanara, cardinale, arcivescovo cattolico e diplomatico italiano († 1724)
- 15 aprile - Edvige del Palatinato-Sulzbach, contessa († 1681)
- 15 aprile - Ferdinando de Roxas, vescovo cattolico italiano († 1685)
- 20 aprile - Felice Boselli, pittore italiano († 1732)
- 24 aprile - Bibiana Gonzaga, nobildonna italiana († 1717)
- 27 aprile - Carlotta Amalia d'Assia-Kassel, sovrana danese († 1714)

### Maggio
- 6 maggio - Domenico Tanzella, presbitero italiano († 1730)
- 26 maggio - John Churchill, I duca di Marlborough, generale e politico britannico († 1722)

### Giugno
- 14 giugno - Alessandro Guidi, poeta e drammaturgo italiano († 1712)
- 21 giugno - Guglielmina Ernestina di Danimarca, principessa danese († 1706)

### Luglio
- 1º luglio - Maria Anna Teresa Vasa, principessa polacca († 1651)
- 6 luglio - Federico Casimiro Kettler, duca († 1698)

### Agosto
- 7 agosto - Luigi Giuseppe di Guisa, nobile francese († 1671)
- 13 agosto - Philippe de Rigaud de Vaudreuil, militare e funzionario francese († 1725)
- 16 agosto - Vincenzo Maria Coronelli, geografo, cartografo e cosmografo italiano († 1718)
- 30 agosto - Ludovico Sabbatini, presbitero italiano († 1724)

### Settembre
- 1º settembre - Ferdinando d'Adda, cardinale italiano († 1719)
- 7 settembre - Juan Manuel Fernández Pacheco, nobile spagnolo († 1725)
- 8 settembre - Johann Friedrich Karcher, architetto tedesco († 1726)
- 16 settembre - Luigi Priuli, cardinale italiano († 1720)
- 17 settembre - Bartholome Sturzenegger, politico svizzero
- 29 settembre - Michelangelo Veraldi, vescovo cattolico italiano († 1702)

### Ottobre
- 10 ottobre - Ulisse Giuseppe Gozzadini, cardinale e vescovo cattolico italiano († 1728)
- 20 ottobre - Robert Shirley, I conte Ferrers, militare britannico († 1717)
- 21 ottobre - Jean Bart, ammiraglio e corsaro francese († 1702)

### Novembre
- 14 novembre - Guglielmo III d'Inghilterra, sovrano olandese († 1702)
- 19 novembre - Giovanni Battista Pastorini, poeta e presbitero italiano († 1732)
- 19 novembre - Enrico di Sassonia-Römhild, duca tedesco († 1710)
- 23 novembre - Giuseppe Oriol, presbitero spagnolo († 1702)
- 28 novembre - Jan Palfijn, anatomista e chirurgo fiammingo († 1730)
- 30 novembre - Domenico Martinelli, architetto italiano († 1718)

### Dicembre
- 10 dicembre - Theophilus Hastings, VII conte di Huntingdon, politico inglese († 1701)
- 16 dicembre - Alexander Hermann von Wartensleben, generale prussiano († 1734)
- 17 dicembre - Christoph Arnold, astronomo tedesco († 1695)
- 18 dicembre - Giovanni Alfonso Petrucci, vescovo cattolico italiano († 1687)

### Senza giorno specificato
- Doroteo Alimari, scienziato, matematico e geografo italiano († 1727)
- Gaspare Altieri, I principe di Oriolo, principe italiano († 1720)
- John Banks, drammaturgo inglese († 1706)
- Bonaventura da Lama, religioso, storico e scrittore italiano († 1739)
- Richard Brakenburg, pittore olandese († 1702)
- Giovanni Caldesi, medico e anatomista italiano
- Marzio Carafa, nobile († 1703)
- Domenico Carretti, pittore italiano († 1719)
- Philippe de Carteret IV, nobile britannico († 1693)
- Domenico Cecchi, sopranista italiano († 1717)
- Niccolò Cevoli del Carretto, medico italiano († 1705)
- Bernardino Ciceri, pittore italiano († 1728)
- Jean Cornu, scultore francese († 1710)
- Coenraet Decker, incisore olandese († 1685)
- Andreas Elenson, attore teatrale e drammaturgo austriaco († 1706)
- Elijah di Fulda, rabbino e religioso ucraino († 1720)
- Manuela Escamilla, attrice teatrale spagnola († 1721)
- Michelangelo Fardella, matematico e filosofo italiano († 1718)
- Leonardo de Figueroa, architetto spagnolo († 1730)
- Charlotte Jemima FitzRoy, nobile inglese († 1684)
- Paris Maria Fossa, religioso e poeta italiano († 1720)
- Eva Margareta Frölich, scrittrice, mistica e profeta svedese († 1692)
- Johann Gregor Fuchs, architetto tedesco († 1715)
- Domenico Gabrielli, compositore e violoncellista italiano († 1690)
- Fëdor Alekseevič Golovin, politico, diplomatico e nobile russo († 1706)
- Giovanni Grevenbroeck, pittore olandese
- Jan de Groot, pittore olandese († 1726)
- Charles Hamilton, V conte di Haddington, nobile scozzese († 1685)
- Jean Hermant, religioso e storico francese († 1725)
- Heinrich Hinsch, librettista tedesco († 1712)
- Jean-Marie de La Marque de Tilladet, religioso e abate francese († 1715)
- Benedetto Landriani, presbitero italiano († 1730)
- Rafał Leszczyński, nobile e poeta polacco († 1703)
- Johann Anton Logy, liutista e compositore ceco († 1721)
- Richard Lumley, I conte di Scarbrough, politico e militare inglese († 1721)
- John Methuen, diplomatico inglese († 1706)
- Niccolò Micone, pittore italiano († 1730)
- Christopher Moody, pirata inglese
- Joachim Neander, compositore e insegnante tedesco († 1680)
- Anton Nuck, medico olandese († 1692)
- Jean de Palaprat, commediografo francese († 1721)
- Jean Péru, architetto francese († 1723)
- Hendrik II Reydams, artigiano fiammingo († 1719)
- George Rooke, ammiraglio inglese († 1709)
- Giuseppe Rusnati, scultore e architetto italiano († 1713)
- Denis de Sainte-Marthe, religioso, teologo e storico francese († 1725)
- Thomas Savery, ingegnere e inventore inglese († 1715)
- Lodewijk van Schoor, pittore fiammingo († 1702)
- Bartholomew Sharp, pirata inglese († 1702)
- Giuseppe Simonelli, pittore italiano († 1710)
- Stanisław Szembek, arcivescovo cattolico polacco († 1721)
- William Talman, architetto britannico († 1719)
- Gennaro Ursino, compositore italiano
- Giovanni Francesco Venturini, incisore italiano († 1711)
- Giovanni Francesco Vigani, chimico italiano († 1712)
- Johann Jakob Walther, violinista e compositore tedesco († 1717)
- Emanuel Wynne, pirata francese

## Morti

### Gennaio
- 3 gennaio - Ulrich Franz von Kolowrat-Liebsteinsky, nobile e politico austriaco (n. 1607)
- 7 gennaio - Luigi I di Anhalt-Köthen, principe tedesco (n. 1579)
- 14 gennaio - Luigi Novarini, presbitero e biblista italiano (n. 1594)
- 17 gennaio - Tommaso Dolabella, pittore italiano (n. 1570)
- 17 gennaio - Monaca di Monza, religiosa italiana (n. 1575)
- 18 gennaio - Matteo Rosselli, pittore italiano (n. 1578)

### Febbraio
- 11 febbraio - Cartesio, filosofo e matematico francese (n. 1596)
- 13 febbraio - Urbain de Maillé-Brézé, francese (n. 1598)
- 26 febbraio - Claude Favre de Vaugelas, grammatico francese (n. 1585)

### Marzo
- 8 marzo - Antonio Tornielli, vescovo cattolico italiano (n. 1579)
- 15 marzo - Nicodemo Ferrucci, pittore italiano (n. 1575)
- 16 marzo - Alvise Valaresso, politico e diplomatico italiano (n. 1588)
- 16 marzo - Sofia Elisabetta di Brandeburgo, principessa tedesca (n. 1616)
- 25 marzo - Elisabetta di Brunswick-Wolfenbüttel, duchessa (n. 1593)
- 29 marzo - Giovanni Antonio Colomba, artista e decoratore svizzero (n. 1585)
- 29 marzo - Cornelis Galle il Vecchio, incisore fiammingo (n. 1576)

### Aprile
- 1º aprile - Zofia Czeska-Maciejowska, religiosa polacca (n. 1584)
- 9 aprile - Gaspare Mattei Orsini, cardinale, arcivescovo cattolico e nobile italiano (n. 1598)
- 18 aprile - Simonds D'Ewes, politico e antiquario inglese (n. 1602)
- 22 aprile - Stephen Hansen Stephanius, filologo e storico danese (n. 1599)

### Maggio
- 6 maggio - Tokugawa Yoshinao, militare giapponese (n. 1600)
- 14 maggio - Martin Droeshout, incisore inglese (n. 1601)
- 20 maggio - Francesco Sacrati, compositore italiano (n. 1605)
- 21 maggio - James Graham, I marchese di Montrose, nobile e ufficiale scozzese (n. 1612)
- 24 maggio - Charles de Menou d'Aulnay, navigatore, militare e funzionario francese (n. 1604)
- 28 maggio - Agnese d'Assia-Kassel, principessa (n. 1606)

### Giugno
- 8 giugno - Maximilian von und zu Trauttmansdorff, politico e nobile austriaco (n. 1584)
- 19 giugno - Simone Filippo di Lippe-Detmold, nobile tedesco (n. 1632)
- 19 giugno - Matthäus Merian, incisore e disegnatore svizzero (n. 1593)
- 20 giugno - Alessandro Scappi, vescovo cattolico italiano
- 24 giugno - Balthasar Cordier, gesuita e grecista belga (n. 1592)
- 26 giugno - Edvige di Brunswick-Lüneburg, nobile tedesca (n. 1595)
- 27 giugno - Mario Theodoli, cardinale e vescovo cattolico italiano (n. 1601)
- 28 giugno - Jean Rotrou, scrittore e drammaturgo francese (n. 1609)
- 30 giugno - Niccolò Cabeo, gesuita, filosofo e matematico italiano (n. 1586)

### Luglio
- 17 luglio - Gridonia Gonzaga, religiosa italiana (n. 1592)
- 18 luglio - Christoph Scheiner, gesuita, astronomo e matematico tedesco (n. 1573)

### Agosto
- 16 agosto - Cesare Monti, cardinale italiano (n. 1594)
- 26 agosto - Giovanni Battista Barbiani, pittore italiano (n. 1593)

### Settembre
- 7 settembre - Costantino Gaetani, religioso italiano (n. 1568)
- 7 settembre - Scévole de Sainte-Marthe, storico e umanista francese (n. 1571)
- 8 settembre - Elisabetta Stuart, nobile britannica (n. 1635)
- 13 settembre - Ferdinando di Baviera, arcivescovo cattolico tedesco (n. 1577)
- 21 settembre - Hanzade Sultan, principessa ottomana (n. 1609)
- 24 settembre - Carlo di Valois-Angoulême, nobile (n. 1573)

### Ottobre
- 5 ottobre - Alessandro Vittrici, vescovo cattolico, collezionista d'arte e funzionario italiano (n. 1595)
- 7 ottobre - Antonio de Aragón-Córdoba-Cardona y Fernández de Córdoba, cardinale spagnolo (n. 1616)
- 25 ottobre - Francesco Quaresmio, francescano e orientalista italiano (n. 1583)
- 27 ottobre - Giovanni Paolo Savio, vescovo cattolico italiano (n. 1587)
- 29 ottobre - François Florent, giurista francese (n. 1590)
- 30 ottobre - Antonio Canal, politico italiano (n. 1567)

### Novembre
- 4 novembre - Carlo Guasco, principe di Phalsbourg e Lixheim, nobile e generale italiano (n. 1603)
- 5 novembre - Cristóvão Ferreira, gesuita e missionario portoghese (n. 1580)
- 6 novembre - Guglielmo II d'Orange, nobile olandese (n. 1626)
- 8 novembre - Camillo II Gonzaga, nobile italiano (n. 1581)
- 24 novembre - Manuel Cardoso, compositore, organista e religioso portoghese (n. 1566)
- 26 novembre - Mōri Hidemoto, militare giapponese (n. 1579)

### Dicembre
- 2 dicembre - Carlotta Margherita di Montmorency, nobildonna francese (n. 1594)
- 31 dicembre - Dorgon, generale cinese (n. 1612)

### Senza giorno specificato
- Giuseppe Agellio, pittore italiano (n. 1570)
- Jean Baudoin, traduttore e scrittore francese (n. 1590)
- Luis Belmonte Bermúdez, poeta e drammaturgo spagnolo (n. 1578)
- Paolo Biancucci, pittore italiano (n. 1596)
- Trophime Bigot, pittore francese (n. 1579)
- Ludovico Centofiorini, giurista e vescovo cattolico italiano
- Marion Delorme, francese (n. 1613)
- Pierre Dupont, pittore francese (n. 1570)
- Gaspar Ens, matematico tedesco (n. 1570)
- Catalina de Erauso, spagnola (n. 1592)
- Pedro Espinosa, scrittore spagnolo (n. 1578)
- Filippo d'Aquino, medico, filologo e orientalista francese (n. 1575)
- Phineas Fletcher, poeta scozzese (n. 1582)
- Giuseppe Maria Galleppini, pittore italiano (n. 1625)
- Carl Carlsson Gyllenhielm, politico e militare svedese (n. 1574)
- Jan Jacobs, orafo e filantropo fiammingo (n. 1575)
- Onorato Leotardo, giurista italiano
- Cosimo Lotti, architetto italiano
- Giovan Francesco Maia Materdona, poeta italiano (n. 1590)
- Diego de Narbona, giurista spagnolo (n. 1605)
- Martin Peerson, compositore e organista inglese
- François Perrier, pittore e incisore francese (n. 1590)
- Adrián de Alesio, pittore e poeta peruviano
- Niccolò Ridolfi, religioso italiano (n. 1578)
- Antoon Sallaert, pittore, incisore e editore fiammingo (n. 1594)
- Joannes Sturmius Mechlinianus, matematico, medico e poeta belga (n. 1559)
- António Teles da Silva, politico e militare portoghese (n. 1590)
- Pietro Testa, pittore italiano (n. 1612)
- Bernardo Varenio, geografo tedesco (n. 1622)
- Anne Vavasour, nobildonna inglese (n. 1560)
- Tizianello, pittore italiano
- Juan de Velasco de la Cueva y Pacheco, generale e politico spagnolo (n. 1608)
- Virgilio Verucci, drammaturgo italiano (n. 1586)
- Antonio de Viana, storico, medico e poeta spagnolo (n. 1578)
- Filippo Vitale, pittore italiano (n. 1585)
- Pieter van Mol, pittore fiammingo (n. 1599)
- Rombout van Troyen, pittore olandese

## Calendario
| Calendario 1650 | Calendario 1650 | Calendario 1650 | Calendario 1650 | Calendario 1650 | Calendario 1650 | Calendario 1650 | Calendario 1650 | Calendario 1650 | Calendario 1650 | Calendario 1650 | Calendario 1650 | Calendario 1650 | Calendario 1650 | Calendario 1650 | Calendario 1650 | Calendario 1650 | Calendario 1650 | Calendario 1650 | Calendario 1650 | Calendario 1650 | Calendario 1650 | Calendario 1650 | Calendario 1650 | Calendario 1650 | Calendario 1650 | Calendario 1650 | Calendario 1650 | Calendario 1650 | Calendario 1650 | Calendario 1650 | Calendario 1650 | Calendario 1650 |
| --------------- | --------------- | --------------- | --------------- | --------------- | --------------- | --------------- | --------------- | --------------- | --------------- | --------------- | --------------- | --------------- | --------------- | --------------- | --------------- | --------------- | --------------- | --------------- | --------------- | --------------- | --------------- | --------------- | --------------- | --------------- | --------------- | --------------- | --------------- | --------------- | --------------- | --------------- | --------------- | --------------- |
|                 | 1               | 2               | 3               | 4               | 5               | 6               | 7               | 8               | 9               | 10              | 11              | 12              | 13              | 14              | 15              | 16              | 17              | 18              | 19              | 20              | 21              | 22              | 23              | 24              | 25              | 26              | 27              | 28              | 29              | 30              | 31              |                 |
| Gennaio         | Sa              | Do              | Lu              | Ma              | Me              | Gi              | Ve              | Sa              | Do              | Lu              | Ma              | Me              | Gi              | Ve              | Sa              | Do              | Lu              | Ma              | Me              | Gi              | Ve              | Sa              | Do              | Lu              | Ma              | Me              | Gi              | Ve              | Sa              | Do              | Lu              |                 |
| Febbraio        | Ma              | Me              | Gi              | Ve              | Sa              | Do              | Lu              | Ma              | Me              | Gi              | Ve              | Sa              | Do              | Lu              | Ma              | Me              | Gi              | Ve              | Sa              | Do              | Lu              | Ma              | Me              | Gi              | Ve              | Sa              | Do              | Lu              |                 |                 |                 |                 |
| Marzo           | Ma              | Me              | Gi              | Ve              | Sa              | Do              | Lu              | Ma              | Me              | Gi              | Ve              | Sa              | Do              | Lu              | Ma              | Me              | Gi              | Ve              | Sa              | Do              | Lu              | Ma              | Me              | Gi              | Ve              | Sa              | Do              | Lu              | Ma              | Me              | Gi              |                 |
| Aprile          | Ve              | Sa              | Do              | Lu              | Ma              | Me              | Gi              | Ve              | Sa              | Do              | Lu              | Ma              | Me              | Gi              | Ve              | Sa              | Do              | Lu              | Ma              | Me              | Gi              | Ve              | Sa              | Do              | Lu              | Ma              | Me              | Gi              | Ve              | Sa              |                 |                 |
| Maggio          | Do              | Lu              | Ma              | Me              | Gi              | Ve              | Sa              | Do              | Lu              | Ma              | Me              | Gi              | Ve              | Sa              | Do              | Lu              | Ma              | Me              | Gi              | Ve              | Sa              | Do              | Lu              | Ma              | Me              | Gi              | Ve              | Sa              | Do              | Lu              | Ma              |                 |
| Giugno          | Me              | Gi              | Ve              | Sa              | Do              | Lu              | Ma              | Me              | Gi              | Ve              | Sa              | Do              | Lu              | Ma              | Me              | Gi              | Ve              | Sa              | Do              | Lu              | Ma              | Me              | Gi              | Ve              | Sa              | Do              | Lu              | Ma              | Me              | Gi              |                 |                 |
| Luglio          | Ve              | Sa              | Do              | Lu              | Ma              | Me              | Gi              | Ve              | Sa              | Do              | Lu              | Ma              | Me              | Gi              | Ve              | Sa              | Do              | Lu              | Ma              | Me              | Gi              | Ve              | Sa              | Do              | Lu              | Ma              | Me              | Gi              | Ve              | Sa              | Do              |                 |
| Agosto          | Lu              | Ma              | Me              | Gi              | Ve              | Sa              | Do              | Lu              | Ma              | Me              | Gi              | Ve              | Sa              | Do              | Lu              | Ma              | Me              | Gi              | Ve              | Sa              | Do              | Lu              | Ma              | Me              | Gi              | Ve              | Sa              | Do              | Lu              | Ma              | Me              |                 |
| Settembre       | Gi              | Ve              | Sa              | Do              | Lu              | Ma              | Me              | Gi              | Ve              | Sa              | Do              | Lu              | Ma              | Me              | Gi              | Ve              | Sa              | Do              | Lu              | Ma              | Me              | Gi              | Ve              | Sa              | Do              | Lu              | Ma              | Me              | Gi              | Ve              |                 |                 |
| Ottobre         | Sa              | Do              | Lu              | Ma              | Me              | Gi              | Ve              | Sa              | Do              | Lu              | Ma              | Me              | Gi              | Ve              | Sa              | Do              | Lu              | Ma              | Me              | Gi              | Ve              | Sa              | Do              | Lu              | Ma              | Me              | Gi              | Ve              | Sa              | Do              | Lu              |                 |
| Novembre        | Ma              | Me              | Gi              | Ve              | Sa              | Do              | Lu              | Ma              | Me              | Gi              | Ve              | Sa              | Do              | Lu              | Ma              | Me              | Gi              | Ve              | Sa              | Do              | Lu              | Ma              | Me              | Gi              | Ve              | Sa              | Do              | Lu              | Ma              | Me              |                 |                 |
| Dicembre        | Gi              | Ve              | Sa              | Do              | Lu              | Ma              | Me              | Gi              | Ve              | Sa              | Do              | Lu              | Ma              | Me              | Gi              | Ve              | Sa              | Do              | Lu              | Ma              | Me              | Gi              | Ve              | Sa              | Do              | Lu              | Ma              | Me              | Gi              | Ve              | Sa              |                 |